# Dryops algiricus
Dryops algiricus is een keversoort uit de familie ruighaarkevers (Dryopidae). De wetenschappelijke naam van de soort werd in 1849 gepubliceerd door Lucas.